# Суйя (Греция)
Суйя (греч. Σούγια) — деревня в Греции на юге Крита. Расположена на побережье Ливийского моря в 70 километрах к югу от Ханьи. Административно относится к общине (диму) Канданос — Селино в периферийной единице Ханья в периферии Крит. Население 136 жителей по переписи 2011 года.
Из Ханьи в Суйю ходит автобус 1 раз в день, а также до деревни можно добраться на катере из Хора-Сфакиона и Палеохоры. Суйя известна живописными пляжами. С начала апреля до конца октября Суйя привлекает туристов, преимущественно из северной Европы, которые ищут спокойного отдыха вдали от массового туризма.

## История
Суйя, раньше Суя (Συία) — один из двух портов римского города Элироса (Έλυρος). До наших дней сохранились фрагменты античных стен, могильные плиты и детали водопровода.
Руины второго порта Элироса — Лисоса Дорийского или просто Лисоса (Λισσός) находятся в 2,5 километрах к западу от Суйи. Археологи нашли здесь множество больших и маленьких статуй, различные дары, в том числе маленькую золотую змейку. Все находки хранятся в Археологическом музее Ханьи.
В Суйе есть руины старых византийских церквей. На фундаменте христианской базилики с красивыми мозаиками построена современная церковь. Мозаики в настоящее время также хранятся в Археологическом музее Ханьи.
После ранневизантийского периода о Суйе мало что известно. Вероятно, здесь была лишь рыбацкая пристань для жителей деревень Ливадас, Кустойеракон и Мони в горах. Суйя вновь стала деревней после Второй мировой войны. В то время еще не было дороги, ведущей с севера острова в этот регион и транспортировка товаров осуществлялась из Пирей по морю. В порту Суйи товары перегружались на мулов и переправлялись в горные деревни. Бурная торговля привела к относительному расцвету деревни. В Суйе 1950-х была школа на 150 учащихся. Когда дорога, связывающая Суйю и Ханью была построена, деревня потеряла своё значение для торговли. Большинство жителей вернулись в свои родные деревни или эмигрировало (в США, Канаду, Австралию или на материковую Грецию) и Суйя вновь стала крошечной, сонной деревенькой.
Суйя вновь была «открыта» в 1960-х годах путешественникам, и стала весьма популярной в 1970-е годы, особенно среди молодых немцев. В настоящее время, в Суйе имеется гостиничный фонд порядка 250 номеров и около 10 ресторанов. Рядом с деревней находится популярное среди туристов 8-километровое ущелье Айия-Ирини, ведущее к одноимённой деревне.

## Местное сообщество Суйя
В местное сообщество Суйя входят четыре населённых пункта. Население 220 жителей по переписи 2011 года. Площадь 49,521 квадратных километров.
| Наименование | Население (2011), человек |
| ------------ | ------------------------- |
| Кустойеракон | 44                        |
| Ливадас      | 17                        |
| Мони         | 23                        |
| Суйя         | 136                       |

## Население
| Год  | Население, человек |
| ---- | ------------------ |
| 1991 | 90                 |
| 2001 | 97                 |
| 2011 | ↗ 136              |

## Галерея

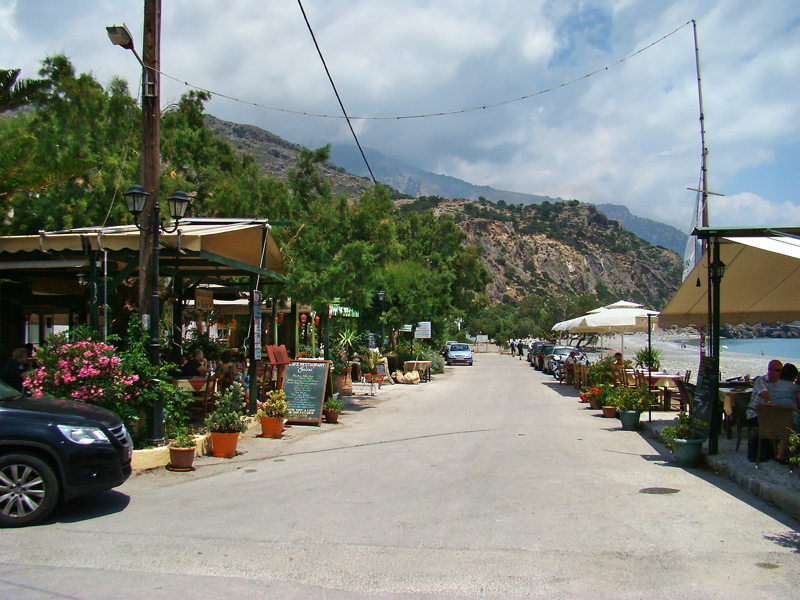
Набережная Суйи
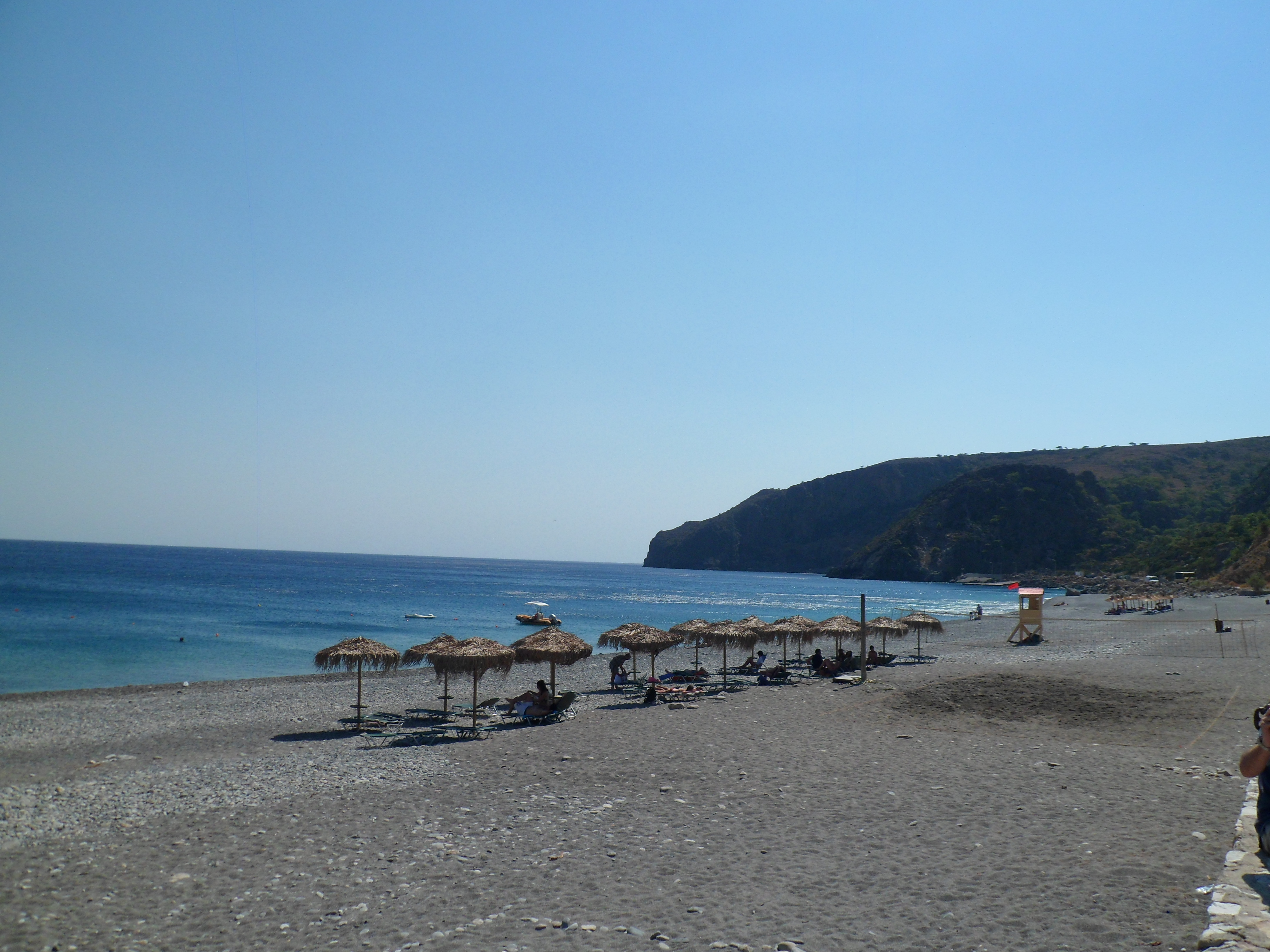
Деревенский пляж
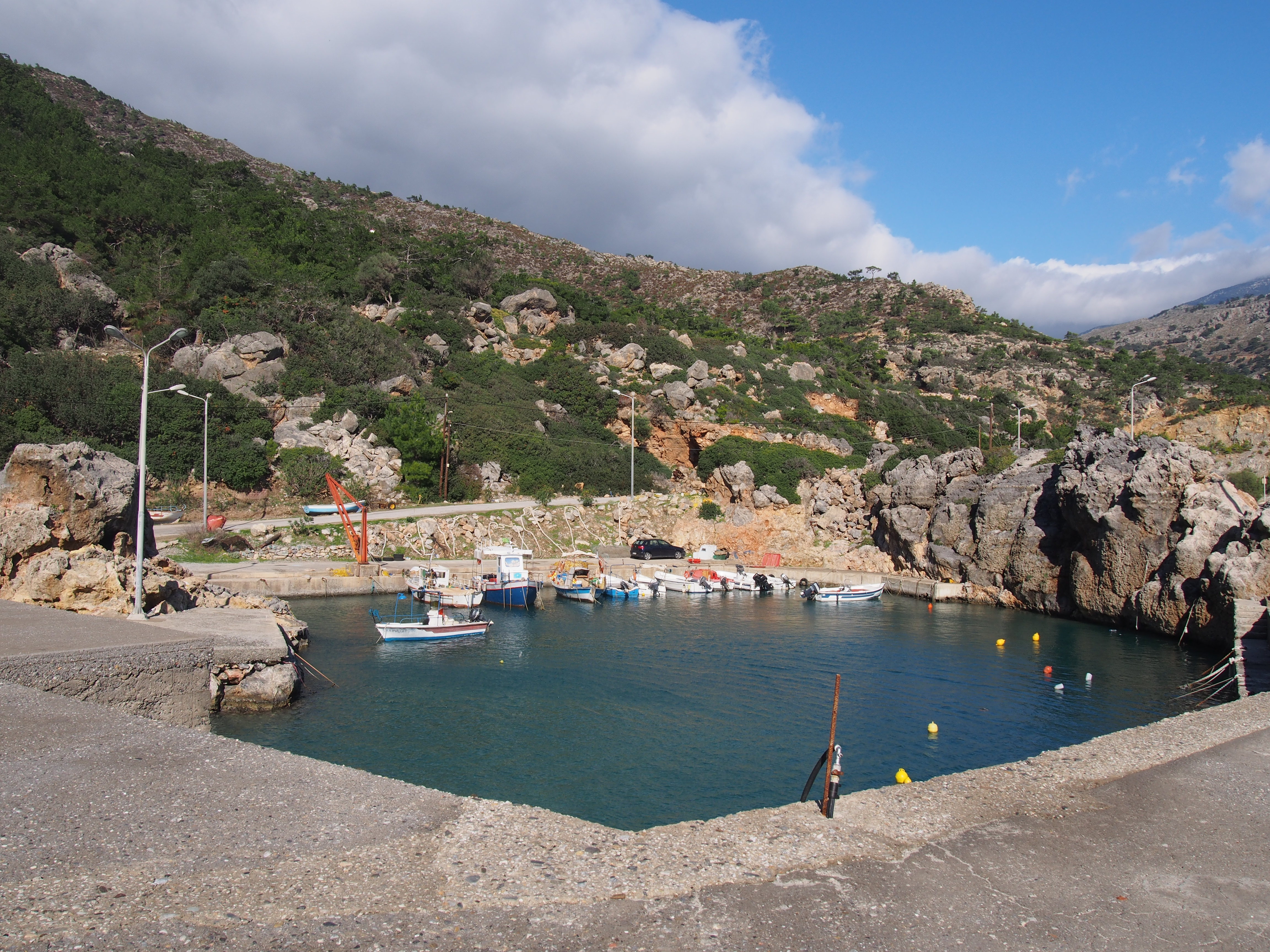
Небольшая гавань Суйи
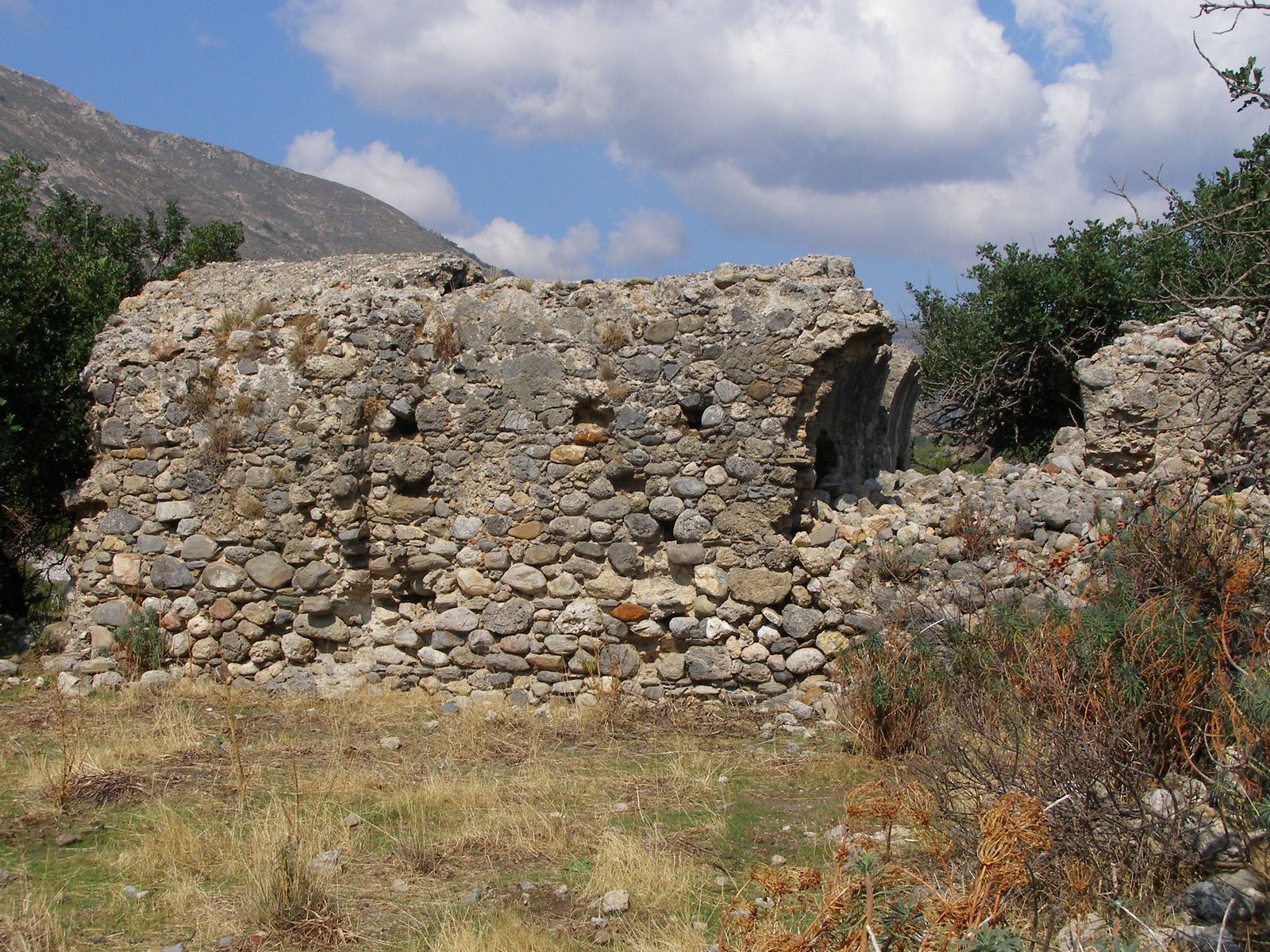
Руины ренневизантийской базилики
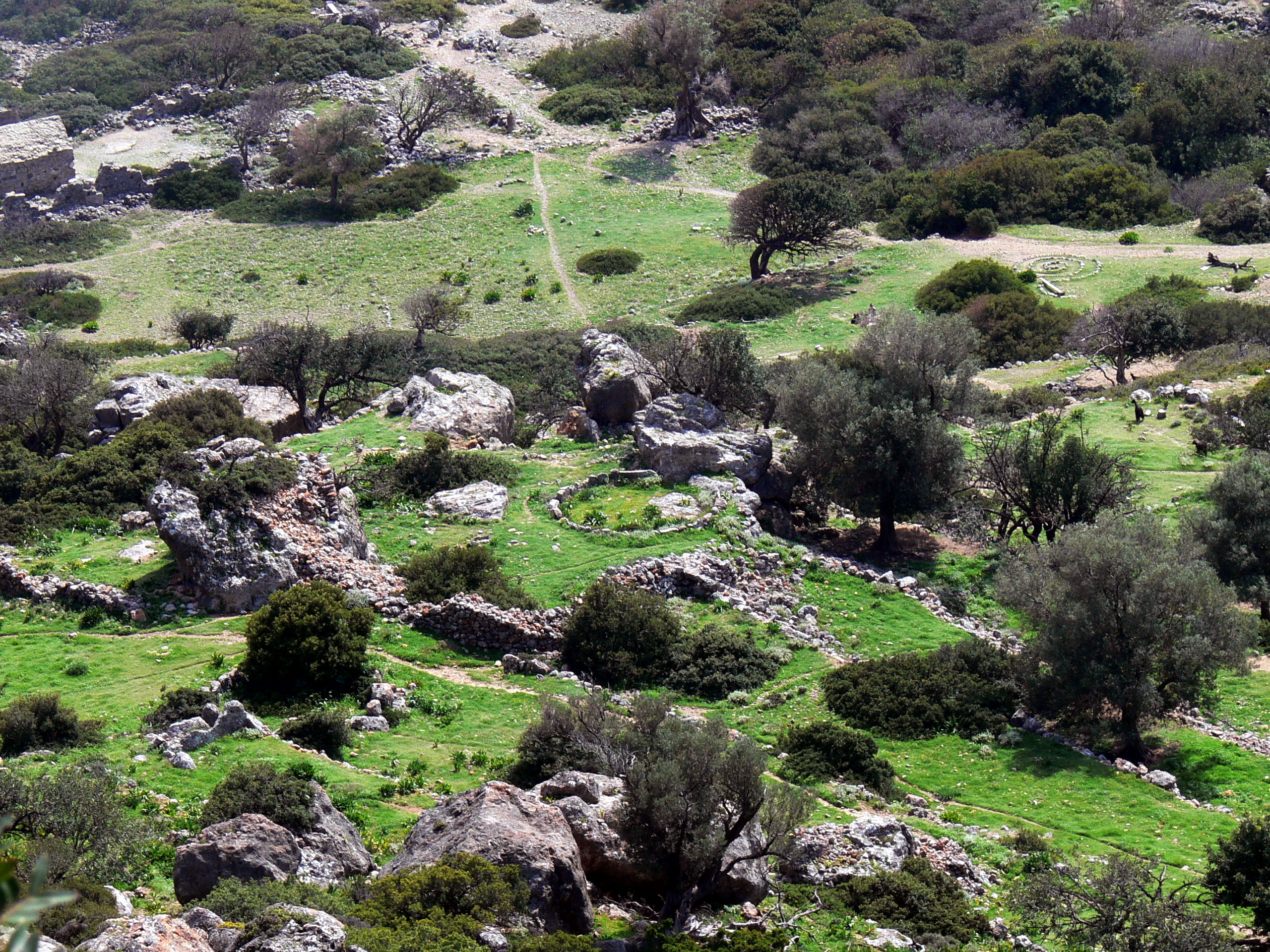
Остатки фундаментов и стен Лисоса
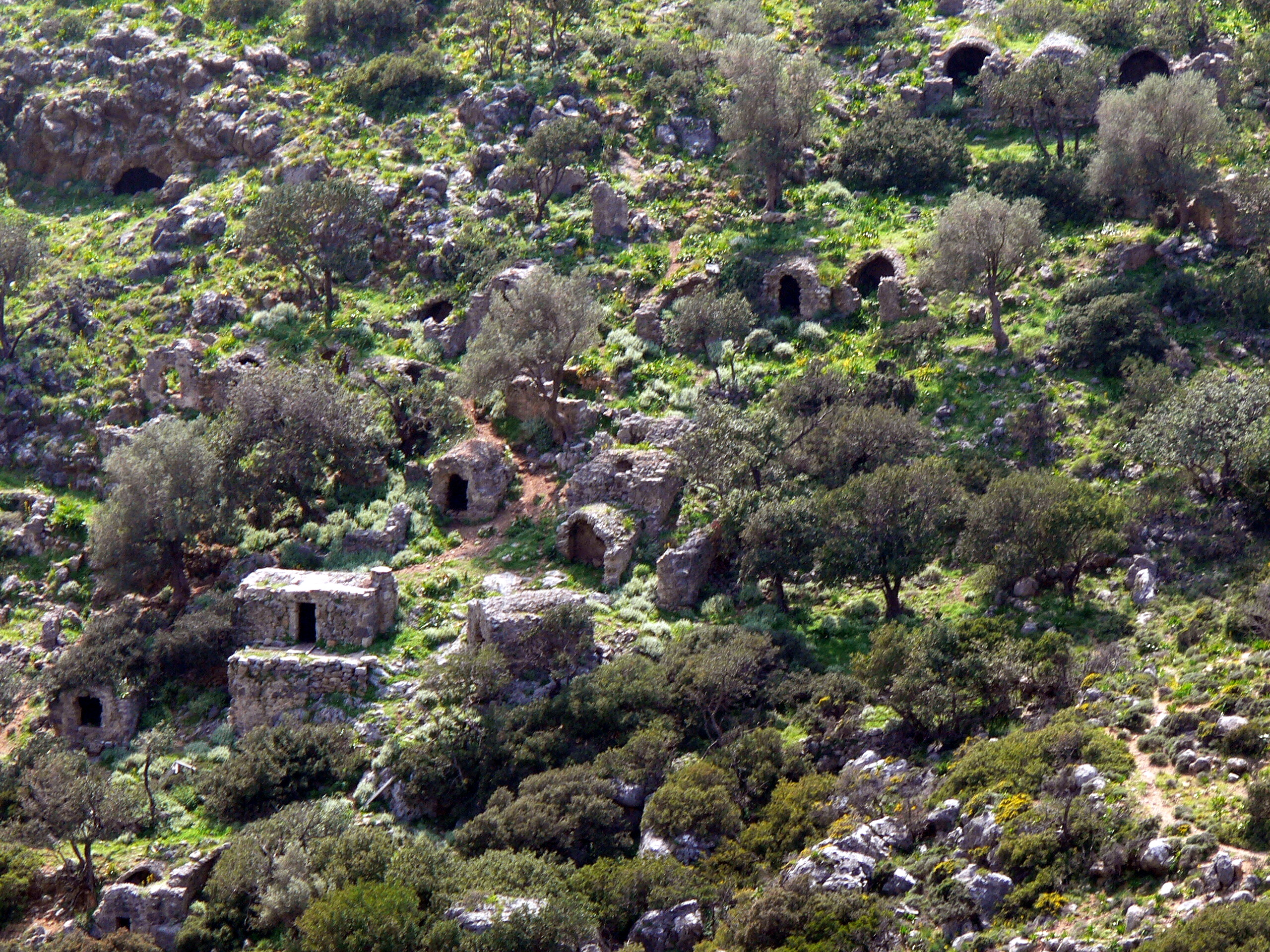
Античный некрополь в Лисосе
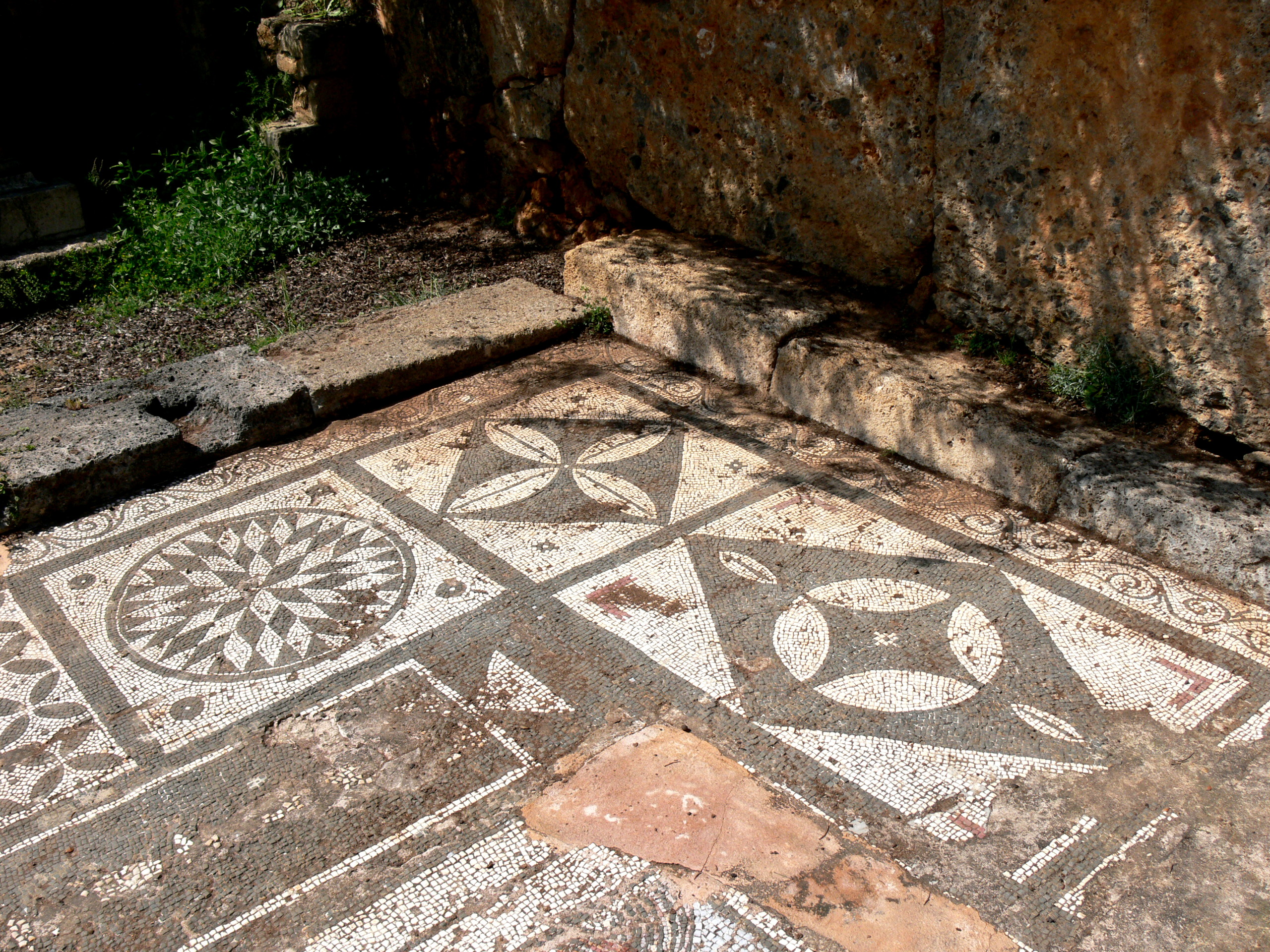
Мозаики в Лисосе (II век до н. э.)